# 中国山地
中国山地（ちゅうごくさんち）は、本州の西端部に当たる、中国地方の脊梁を為す山地である。なお、中国地方最高峰の大山や、その外輪山の蒜山、および三瓶山は、中国山地より北に外れて出来た独立峰の火山であり、これらは他の中国山地の山々とは生成過程が大きく異なる山だが、国土地理院では中国山地中部と分類している。
山々は東西に長く連なっており、東はおよそ市川・円山川（いずれも兵庫県）付近から、西は響灘海岸（山口県西岸）までの約500 kmに及ぶ。氷ノ山（標高1510 m）を除くと、高い山でも標高約1300 mから1000 m程度に過ぎず、その他は、おおむね標高約500 mから200 m程度の比較的低い山で構成されている。なお、山地の中に存在する平地部は、津山盆地や三次盆地など狭い範囲に限られている。このような低い山地でありながらも、中国山地を境に気候が変わり、山地の北側は日本海側気候に分類されるのに対し、南側は瀬戸内海式気候に分類される。
地質は全般的に風化し易い花崗岩が多く、侵食を受けて小起伏の多い準平原地形を呈している。このような地質であるために、土砂崩れで大きな被害が起きたケースも出た。例えば、2010年に庄原市で発生した集中豪雨の影響で起きた土砂災害などである。
中国山脈と呼ぶ事例も見られるが、地質学的な山脈の定義には当てはまらない。

## 地勢
おおむね鳥取・岡山県境および島根・広島県境に沿って、中国山地の脊梁部が並んでいる。脊梁部を境として、北を山陰地方、南を山陽地方と区分する。脊梁部に高い山が集中しており、主要な山としては、扇ノ山 (1310 m)、氷ノ山 (1510 m)、那岐山 (1240 m)、道後山 (1268 m)、比婆山 (1264 m)、大佐山 (1069 m)、恐羅漢山 (1346 m)、安蔵寺山 (1263 m)、冠山 (1339 m)、寂地山 (1337 m)、青野山 (907 m) などが挙げられる。
脊梁部の北側は、冬季の降雪が多い日本海岸気候である。中国山地は季節風の影響を受ける地域であり、冬季は日本海を越えて来る季節風が、日本海で湿気を帯びて、中国山地に衝突して強制的に上昇気流が発生して、降雪する事が大きな要因である。これに対して、脊梁部南側は、年間通して温暖で、降水の少ない瀬戸内海式気候である。これは、瀬戸内海側は中国山地と四国山地などに挟まれた場所である事が大きな要因である。
脊梁部を挟んで南北に標高400 m前後の高原地形が広がっている。特に島根県西部の石見高原と、岡山県から広島県東部に至る吉備高原が、その代表である。この高原地帯は、大小河川による侵食が進行中の状態にあり、V字谷などが目立ち、平地部に乏しい。顕著な平地部は、津山盆地、三次盆地程度であり、それ以外は微少な盆地が見られるに過ぎない。
中国山地に発する最大の河川は江の川で、脊梁部を超えるほぼ唯一の河川であり、脊梁南部にも広い流域を持つ。江の川源流域は、平坦な準平原地形となっており、瀬戸内海側河川との河川争奪の痕跡が多数見られる。その他、中国山地に源流を持つ主な河川には、千代川、日野川、斐伊川、高津川、阿武川、吉井川、旭川、高梁川、沼田川、太田川、錦川、千種川、揖保川、矢田川、円山川、市川などが挙げられる。

## 生態系
植生は、おおむね暖帯林（カシ、シイ、クス）だが、標高1000 mを超える山々は温帯林（ナラ、ブナ、カエデ）である。
中国山地に棲息する主な哺乳類は、キツネ、タヌキ、イノシシ、ニホンザル、ツキノワグマなどが挙げられる。特にツキノワグマは、主な餌である木の実の不足、生息地の分断化と縮小、狩猟圧・駆除圧などにより保護が必要とされている。
特徴的な両生類には、オオサンショウウオ（鳥取県、兵庫県、広島県、岡山県）がある。

## 地質
中生代以前に、中国山地は存在しておらず、日本列島付近は海であった。中国山地の形成は、新生代の中新世に起こった日本海拡大による日本列島の原型誕生後、後期中新世から鮮新世にかけての広域的な隆起による。
海洋プレートが大陸プレートの下へ潜ってゆく際に、海洋プレート上に溜まった海底堆積物が大陸プレートに付加してゆく。これを付加体と呼ぶ。前にできた付加体は、後からできた付加体に押されて、大陸プレートの下部へと追いやられる。そして、地中深くに沈み込むと、高い圧力と地熱により変成作用を受け、変成岩となる。
中国山地で最も古い歴史を持つ場所は、古生代の石炭紀（約3億6千万～約2億8千万年前）に、アジア大陸東縁に形成された秋吉帯と呼ばれる付加体だったと考えられている。秋吉帯は、地中深くで低温高圧の変成作用を受けた後、古生代末期～中生代初期の秋吉造山運動によって隆起し、陸地となった。秋吉帯を起源とし低温高圧の変成を受けた変成帯を、三郡周防変成帯（さんぐんすおうへんせいたい）と言い、現在では主に、北九州地方から山陰地方にかけて分布している。
秋吉造山運動によって一旦隆起した陸地は次第に沈降していき、再び海底となったが、中生代後期の白亜紀に入ると、アジア大陸東縁でマグマが上昇して造山運動が活発となり、再び陸地が形成された。これを佐川造山運動と呼び、約1億年前に起きた。
約8千万年前前後には火山活動が激化し、カルデラが複数形成された他、この時期に形成された火砕流堆積物が現在の中国山地を広く覆っている。また、白亜紀の1つ前のジュラ紀に形成された付加体が、地中深く潜るよりも前に、上昇したマグマの熱による高温低圧の変成作用を受けた。これによる変成帯を領家変成帯（りょうけへんせいたい）と言い、現在では主に瀬戸内海沿岸に分布している。
佐川造山運動の発生時に、上昇してきたマグマは冷えると花崗岩になった。中国山地に多く見られる花崗岩は、この際に形成された物と考えられている。中国山地の花崗岩は大きく山陰花崗岩、山陽花崗岩、領家花崗岩に区分される。花崗岩は、風化・侵食の作用を受け易い。そのため、白亜紀以降の大陸東縁部は、侵食作用により新生代の第三紀にかけて準平原化が進んでいった。そもそも、中国山地の花崗岩は、風化してマサ（真砂）と呼ばれる砂粒に、自然に変化してゆく。マサの地盤は非常に不安定で、土砂崩れを引き起こし易い。そのため、中国山地は砂防区域が多い。河川に大量に流れたマサは、海へ出ると砂浜や砂丘を形成する。鳥取砂丘や瀬戸内海の白砂青松は、花崗岩を起源とするマサが堆積した結果である。なお、中国山地で見られる花崗岩の中で山陰花崗岩は、磁鉄鉱を多く含んでおり、これが風化して堆積した砂鉄は、中国山地におけるたたら製鉄の製鉄原料として使用された。なお、たたら製鉄のための中国山地における砂鉄の採取は、中国山地を流れる河川への土砂の流入を促進し、さらに、たたら製鉄の燃料として樹木が伐採されはげ山が出現し、これも河川への土砂流入を促進した。これらの結果として、例えば、天橋立の長さの延長や、元々は海底で湧出していた皆生温泉が地上で利用可能になったなど、海岸地形にまで影響を与えた。
中国山地には階段状の大地形が、残存している。道後山付近の標高1200 m前後に準平原地形が見られ、これを道後山面と呼ぶ。その西側には標高800 mから400 m前後の石見高原が有り、南側にも同じく標高800 mから400 m前後の吉備高原が有るが、いずれも起伏の少ない準平原地形である。これを吉備高原面と呼ぶ。三者とも中新世半ば（約1600万年前頃）に、当時の海面に近い高さで形成されたと考えられているが、それに先だって前期中新世までに低平な原形ができていたらしい。1600万年前頃の一時期には暖かい海の侵入が発生し、この海に堆積した地層が吉備高原面上に、さらには道後山面が存在する標高1000 m付近にまで残っており、この地層の堆積以降に広域の隆起が発生したと判る。後期中新世以降、段階的な隆起が始まり、中国山地の誕生が始まった。中国山地全体が隆起したものの、吉備高原の南側は隆起が活発でなく、侵食を受けて小起伏化が進んだ。これを瀬戸内面と呼ぶ。このように、中国山地は道後山面、吉備高原面、瀬戸内面といった階段状の大地形が見られる。

## 人文史
中国山地におけるヒトの活動の痕跡は、旧石器時代にさかのぼる。帝釈峡（広島県）の遺跡から、旧石器時代の物と考えられる遺物が出土した。その後の縄文時代についても、帝釈峡を中心に複数の遺跡が発見された。
弥生時代の中国山地の遺跡からは、竪穴建物跡、銅剣・銅鐸などの祭祀具、高地性集落跡などが発見された。さらに、古墳時代になると、津山盆地や三次・庄原盆地に古墳が作られた。これは、中国山地においても首長層が出現するだけの社会が形成されていた事を意味する。古墳時代頃に大陸から製鉄技術が伝来したとされているが、花崗岩に含まれる磁鉄鉱を資源として、中国山地でも製鉄が始まっていたのではないかと考えられている。
当初、中国山地の製鉄は鉄鉱石を原料としていたが、平安時代頃から砂鉄原料へ変わっていった。そして、砂鉄を使用した製鉄は、たたら製鉄という方法に発展し、中世から近世まで続いた。映画『もののけ姫』は中世の中国山地を舞台としており、たたら製鉄も物語の重要な要素として登場した。中国山地におけるたたら製鉄は、川底の砂をかごでさらい、砂鉄のみを抽出していた。この川砂さらいは河口付近の砂浜形成の原因となったとも言われ、斐伊川の河口が出雲大社付近から宍道湖へ移動したり、日野川河口付近から弓ヶ浜が伸びたりした原因の1つに、製鉄のための川砂さらいが挙げられるとする見解も有る。また製鉄に必要な薪炭の供給のため多くの木々が伐採され、比婆山周辺を中心に、はげ山を意味する「毛無山」という山名が複数見られる。
平安時代に始まった山岳仏教は、中国山地の特に山陰側で栄えた。投入堂で知られる三仏寺や、大山山麓に建てられた大山寺などが、その代表である。
鎌倉時代になると、中国山地の各所で荘園が開発され、関東の武士達が新補地頭として移住し、土着化した。その例の1つが、安芸の毛利氏であり、戦国時代には毛利元就が台頭し、中国地方を統一した。江戸時代には、中国山地にも新田が開かれ、多くの水田が見られるようになった。それでも江戸期における中国山地の主産業は製鉄であり、次いで高原地形を活かしたウシの牧畜だった。ところで、ウシの飼育のためには、牧草が欠かせない。そんな中国山地の山間部では、春先に出る霧や、春先に降る雨を「山蒸（やまむし）」と呼び、山蒸が中国山地で生育する植物の芽吹きを促すと言われてきた。
太平洋戦争の終結後、日本では産業の著しい発展が見られたが、中国山地は平地に乏しく、交通も不便であり、近代的な産業の発展は見込めなかった。高度経済成長期の頃から、若年層を中心に山陽や京阪神、東京など都市部への人口流出が著しくなり、集落が消滅した箇所も多く、過疎化が中国山地の大きな問題とされた。併せて、高齢者人口の割合が高くなり、高齢化も問題として浮上してきた。20世紀末の日本において、過疎化・高齢化が特に進んでいた地域の1つが、中国山地である。21世紀に入った頃からグリーンツーリズムなどの方策で地域の活性化を図ろうとする動きも出てきたが、依然として過疎化・高齢化問題は深刻である。

## 交通

### 現状
中国山地における交通は、中国山地を南北に横断して山陰地方と山陽地方を結ぶ連絡路、すなわち陰陽連絡路が重視されてきた。中国山地における主要な道路としては、国道53号（鳥取市-岡山市）、国道180号（米子市-倉敷市）、国道313号（倉吉市-福山市）、国道375号（大田市-呉市）、国道54号（松江市-広島市）などが挙げられるが、いずれも陰陽連絡路である。
一方で高速道路は、まず中国山地を東西に縦貫する中国自動車道が整備された。これにより中国山地における交通事情が大きく変わった。なお、山陽自動車道も東西縦貫道だが、こちらは中国山地の最南端部を通過しているに過ぎない。また、高速道路の陰陽連絡路としては、中国横断自動車道（米子自動車道、岡山自動車道、浜田自動車道、播但連絡道路、鳥取自動車道、松江自動車道、尾道自動車道）が後に整備された。
中国山地における鉄道路線は、陰陽連絡線が主である。陰陽連絡線を列挙すると、播但線、因美線～津山線、智頭急行、伯備線、福塩線～三江線（2018年廃止）、芸備線～木次線、錦川鉄道、山口線である。これら陰陽連絡線には、陰陽を連絡するための優等列車も運行されてきた。これに対し、東西縦貫線としては、姫新線～芸備線のみで、路線の重要性は陰陽連絡線ほど高くない。特に、姫新線は瀬戸内海側の姫路方面への都市近郊線としての性格が強い。

### 歴史
古くは律令制で定められた美作駅路が置かれていた。これは播磨と美作を結ぶ駅路だが、現存する史料からは、古代における中国地方の交通の状況は、これ以上は定かでない。
江戸時代に下ると、出雲街道や銀山街道、尾道街道などが整備されたが、これらは山陰地方と山陽地方を結ぶ陰陽連絡路としての性格が強かった。さらに、明治時代以降に敷設された鉄道においても、陰陽連絡路の整備が主眼に置かれた。
しかし、昭和期になり、中国地方において最初に整備された高速道路（中国自動車道）は、中国山地を東西に縦貫するルートを通った。これにより、整備前の中国山地の住民は、陰陽連絡路（一般道や鉄道）から山陽の主要都市に出てから大阪または九州方面へ向かっていたのが、直接、大阪や九州へ行く事が可能となり、従来の陰陽連絡路、特に鉄道のシェアを奪った。

## 人口
中国新聞によると、中国山地に位置する161旧市町村（平成の大合併前の区分）の人口は、2015年の住民基本台帳を基に算出すると86万9935人だった。1965年に実施された国勢調査では、同じ区域に136万288人が住んでおり、50年で約49万もの人口が減少した。
中国山地における人口減少の様相は時期によって異なり、高度経済成長期には、どの市町村でも激しい人口流出が起こっていた。しかし、その後は人口流出が穏やかになり、1990年年代まで人口減少は比較的抑えられていた。2000年頃以降は市町村によって人口動態の差が顕著になり、中には移住者呼び込みなどによって人口減少を抑えている自治体も見られる。
1965年から2015年の間に人口が半分以下に落ち込んだ旧市町村も少なくない。しかし同じ期間でも、赤磐市旧熊山町や松江市旧八雲村など、海岸付近に位置する大都市部に近い旧市町村の中にはベッドタウンとして人口が増加した所も見られる。また、旧三次市・旧千代田町など中山間地域の中心地では、人口の減り方も緩やかだった。